# Sloan Wilson
Sloan Wilson (8 de mayo de 1920 - 25 de mayo de 2003) fue un escritor estadounidense.

## Reportero
Nacido en Norwalk (Connecticut), Wilson se graduó en la Universidad de Harvard en 1942. Participó en la Segunda Guerra Mundial, sirviendo para la Guarda de Costa de los Estados Unidos, comandando un pesquero naval en la patrulla de Groenlandia y un barco de munición en el Océano Pacífico.
Después de la guerra, Wilson trabajó como reportero para la revista Time. Su primer libro, Voyage to Somewhere, se publicó en 1947 y trataba de sus experiencias en la época de guerra. Además publicó relatos en The New Yorker y trabajó como profesor universitario en la Universidad de Buffalo, en Nueva York.

## Novelista
Wilson escribió 15 libros, incluyendo los best-sellers El hombre del traje gris(1955) y A Summer Place(1958), los dos fueron adaptados al cine posteriormente. En su siguiente novela, A sense of values, el protagonista Nathan Bond es un dibujante pillado en adulterio y alcohólico.
La novela The Ice Brothers también está basada en su propia experiencia en Groenlandia cuando servía para los guardacostas estadounidenses. Sus memorias What Shall We Wear to This Party? recordaría sus experiencias durante la Segunda Guerra Mundial y cómo cambió su vida después de publicar El hombre del traje gris.
Además de sus labores artísticas como escritor, Wilson siempre luchó por mejorar, fundar y mantener las escuelas públicas. Llegó a ser director asistente de la National Citizens Commission for Public Schools (Comisión Nacional de ciudadanos por las Escuelas Públicas), además de participar activamente como director asistente en la Conferencia de Educación de la Casa Blanca en 1955-56.

## Vida personal
Además de novelas y artículos en revistas, se dedicó a escribir biografías. Vivía en Colonial Beach, Virginia en el momento de su muerte. Sufrió Alzheimer y durante varios años de su vida sufrió alcoholismo. 
Wilson se casó dos veces, la primera vez con Elise Pickhardt en 1941 y después con Betty Stephens en 1962. Tuvo cuatro hijos. Su hija Lisa es  escritora y su hijo David Sloan Wilson es in biólogo evolucionista.
Ted Kaczynksi utilizó la obra de Wilson Hermanos de hielo para crear una bomba. El 10 de junio de 1980 el presidente de la United Airlines, Percy Wood, recibió un paquete por correo en su casa cercana a Chicago. Dentro del paquete había un ejemplar de Hermanos de hielo. Cuando abrió el paquete la bomba explotó y le causó heridas graves.

### Novelas
- Viaje a alguna parte (1947) - (Espasa Calpe)
- El hombre del traje gris (1955)
- A Summer Place (1958)
- A Sense of Values (1961)
- Georgie Winthrop (1963)
- La isla de Jano (1967) - (Bruguera, 1968)
- Away from It All (1970)
- All the Best People (1971)
- Small Town (1978)
- Hermanos de hielo (1979) - (Bruguera, 1983)
- Greatest Crime (1980)
- Pacific Interlude (1982)
- Man in the Gray Flannel Suit II (1984)

### Relatos breves
- The Best and Most Powerful Machines (Harper's Magazine, junio de 1946)
- The Octopus (The New Yorker, junio de 1946)
- The Wonderful Plans (The New Yorker, diciembre de 1946)
- Check for $90,000 (The New Yorker, febrero de 1947)
- Bearer of Bad Tidings (The New Yorker, marzo de 1947)
- Housewarming (The New Yorker, mayo de 1947)
- A Very Old Man (The New Yorker, septiembre de 1947)
- Drunk on the Train (The New Yorker, enero de 1948)
- The Reunion (The New Yorker, marzo de 1948)
- Bygones (The New Yorker, junio de 1949)
- The Alarm Clock (The New Yorker, febrero de 1951)
- The Powder Keg (The New Yorker, octubre de 1951)
- The Black Mollies (Harper's Magazine, diciembre de 1951)
- A Sword for my Children (The New Yorker, diciembre de 1951)
- A Letter of Admonition (The New Yorker, diciembre de 1951)
- Citation (The New Yorker, febrero de 1952)
- The Cook and the Book (The New Yorker, abril de 1952)
- The Disappearance (The New Yorker, mayo de 1952)
- The News (The New Yorker, junio de 1952)
- The Regatta (The New Yorker, junio de 1952)
- A Friendship Sloop (The New Yorker, abril de 1953)
- Lollapalooza and the Rogers Rock Hotel (The New Yorker, octubre de 1953)

### Poesía
- The Soldiers who Sit (The New Yorker, enero de 1945)
- Cup and Lip (The New Yorker, marzo de 1946)

### No ficción
- Public Schools Are Better Than You Think (Harper's Magazine, septiembre de 1955)
- It's Time to Close Our Carnival (Life, 24 de marzo de 1958)
- The American Way of Birth (Harper's Magazine, julio de 1964)
- The Heirs of Captain Slocum: Alone At Sea (Harper's Magazine, agosto de 1980)
- What Shall We Wear to This Party?: The Man in the Gray Flannel Suit, Twenty Years Before And After (1976)